# Oroplexia separata
Oroplexia separata là một loài bướm đêm trong họ Noctuidae.